# マルハ
マルハ株式会社（Maruha Corporation）は、かつて日本に存在した水産加工食品を製造販売する会社である。旧社名は大洋漁業株式会社（たいようぎょぎょう）。法人格としては持株会社化やニチロとの経営統合、グループ企業との吸収合併を経て現在の「マルハニチロ」として継続している。

## 概要
中部幾次郎が明治期に播磨明石林崎漁港（現在の兵庫県明石市）で家業の鮮魚仲買運搬業を受け継いだものを源流とし、後に山口県下関市に拠点を移して、捕鯨業・トロール漁業に進出して事業を拡大。1924年（大正13年）には林兼商店（はやしかねしょうてん）を設立し、これが法人組織としての創立となる。1936年（昭和11年）に大洋捕鯨株式会社を設立し南氷洋捕鯨を開始、戦時下の水産統制令により1943年（昭和18年）には内地水産部門と大洋捕鯨株式会社等を合併し西大洋漁業統制株式会社に改称。戦局悪化と共に漁業用船舶を徴用され大打撃を受けた。
戦後は大洋漁業株式会社と改称し、1946年（昭和21年）には捕鯨を再開。1951年（昭和26年）には母船式北洋サケ・マス漁業を再開、1958年（昭和33年）には西アフリカ海域でのトロール漁業開始など、まさに世界中の海で遠洋漁業事業を展開し、漁業以外でも食品加工、冷蔵、運送、貿易商社などに進出した。遠洋漁業は戦後の食糧難の時期から高度成長期にかけて日本の貴重なタンパク源であったが、1973年（昭和48年）のオイルショック、さらに1977年（昭和52年）に排他的経済水域が設定されたことにより、その規模は縮小せざるを得なくなった。大洋漁業も、日本国内からの遠洋漁業事業は縮小しつつ、海外における漁業事業、水産物の輸入、食品加工等を行う総合食品会社に事業を変化させることとなった。
銀行系列は興銀グループに属していた。
1980年代後半のバブル期には不動産投資やゴルフ場経営など、多角化を推し進めるも、不採算となる事業も発生している。
1993年（平成5年）9月1日（創業記念日）にマルハ株式会社に社名変更。
2004年（平成16年）には日本国内外のグループ168社を持株会社であるマルハグループ本社を中心に再編するなどリストラに取り組み、経営を改善、電子レンジ加熱食品事業に乗り出すなど総合食品会社へと転換を図りそれ以外にもマグロの養殖、健康志向からDHA需要の高まりを受けて、DHA入りソーセージの発売や、魚肉加工品の卸売りなど、様々な事業を行った。
2007年に同業のニチロ（旧・日魯漁業）と経営統合し、持株会社「マルハニチロホールディングス」を設立（法人格上はマルハの持株会社「マルハグループ本社」の改組）。2008年にマルハニチロホールディングス内で事業ごとに事業会社の再編を実施した後に、2014年に事業会社を一本化しマルハニチロとなった。
大東通商は第二次世界大戦後の財閥解体に伴い林兼商店（大洋漁業の持株会社）の商社部門が分立したもので、山口県下関市の林兼産業はマルハと創業家を同じくする「兄弟会社」にあたる。また、プロ野球球団（セントラル・リーグ加盟）の「大洋ホエールズ」→「横浜大洋ホエールズ」→「横浜ベイスターズ」（現在の横浜DeNAベイスターズ）のオーナー企業（球団創設の1949年 - 2001年まで）として長年知られていたが、2002年（平成14年）に球団の全持株を東京放送 (TBS、現・TBSHD) 、BS-i（現・BS-TBS）に売却してグループから離脱している。なお、2019年に横浜DeNAベイスターズのオフィシャルスポンサーとして、18年ぶりにベイスターズと関わるようになった。

### 商標の由来
創業者の中部家が明石郡林村の出身であることから、屋号が「林屋」となり、途中の代から林家兼松と名乗り、屋号を「林兼」とした。この当時から屋号の略称として「は」の字を用いており、林兼商店となった後も丸枠の中に「は」の字を入れた商標を用いていたことに由来する。また、航海中『荒波（は）を丸く収める』という意味も掛けられていた。この1921年（大正10年）に商標登録された「マルハ印」は、1993年（平成5年）に新たな商標に変更。RIGHT STUFFのデザインにより丸に赤を基調に灰色の波のイメージを入れ赤を7割・灰色を3割のパターンで地球や海と陸の割合を表し、生命感と躍動感や地球環境との共生をイメージしたものとした。「地球とおいしく響きあう」のキャッチコピーも同時に導入していた。

## 沿革
1880年（明治13年）中部幾次郎が家業を継ぐ（マルハ社史では創業とされる）。
1904年（明治37年）事業の本拠地を明石林崎漁港から下関へ移転。
1922年（大正11年）土佐捕鯨を買収し捕鯨業に進出。
1924年（大正13年）株式会社林兼商店を設立。
1936年（昭和11年）南氷洋捕鯨に初出漁。
1943年（昭和18年）3月13日水産統制令により株式会社林兼商店の内地水産部門と、大洋捕鯨株式会社、遠洋捕鯨株式会社を合併し、西大洋漁業統制株式会社に商号変更、資本金6000万円。
1945年（昭和20年）12月水産統制令が廃止。西大洋漁業統制株式会社が「西大洋漁業株式会社」に商号変更。同月に大洋漁業株式会社と再び商号変更。
1946年（昭和21年）12月戦後初の南氷洋捕鯨に第一日新丸が出漁。中部幾次郎社長死去。長男・中部兼市が事業継承。
1947年（昭和22年）9月大洋漁業の持株会社である林兼商店が財閥解体による 第5次指定持株会社に指定される。
1949年（昭和24年）11月プロ野球球団「まるは大洋球団」を結成し、セントラル・リーグに加盟。中部兼市社長が初代オーナーに就任。
1950年（昭和25年）7月大洋漁業株式会社が株式会社林兼商店を合併。「まるは大洋球団」を「大洋ホエールズ」に改称。
1951年（昭和26年）海外事業（インド他）に先鞭。母船式北洋サケマス漁業再開。
1953年（昭和28年）2月22日静岡県石廊崎沖合で大洋漁業所属の第11東丸が沈没。乗組員46人全員死亡。
1953年（昭和28年）魚肉ハム・ソーセージ発売、養殖事業を開始。中部兼市社長死去。兼市の弟・中部謙吉が社長に就任。
1955年（昭和30年）大洋ホエールズが川崎球場に本拠地を移転。
1958年（昭和33年）西アフリカ海域にトロール漁業で進出。
1960年（昭和35年）飼料畜産など陸上部門に進出。大洋ホエールズが1960年の日本シリーズで大毎オリオンズを下し、日本一を達成。
1962年（昭和37年）大洋漁業と中部家の共同出資で学校法人幾徳学園（現・神奈川工科大学）設立。
1964年（昭和39年）塩水港精糖株式会社に資本参加し製糖事業に進出。
1970年（昭和45年）幾次郎の三男・中部利三郎副社長死去。
1973年（昭和48年）6月株式会社千代田を合併。
1976年（昭和51年）6月捕鯨部門を日本共同捕鯨株式会社に譲渡。
1977年（昭和52年）新領海法が施行。排他的経済水域の設定により遠洋漁業は衰退へ向かう。中部謙吉社長死去。謙吉の次男・中部藤次郎が社長に就任（長男・中部謙次郎が幾徳学園を、三男・中部慶次郎が大東通商をそれぞれ相続）。球団オーナーに中部新次郎副社長（兼市の三男）就任。
1978年（昭和53年）大洋ホエールズが横浜スタジアムに移転。新本社ビル大洋ビル竣工（本社ビルには協和銀行も入居）。
1987年（昭和62年）中部藤次郎社長が死去し、弟で大東通商社長の中部慶次郎が次期社長含みとして副社長に就任。
1989年（平成元年）中部慶次郎社長が就任。
1993年（平成5年）マルハ株式会社と商号変更。「大洋ホエールズ」球団を「横浜ベイスターズ」に改称。本社ビルが「あさひ・マルハビル」に改称。
1995年（平成7年）中華人民共和国に合弁会社を設立。
1996年（平成8年）4月株式会社大洋シーフーズを合併。
1998年（平成10年）横浜ベイスターズが、リーグ優勝＆日本一
1999年（平成11年）砂糖事業を分離し別会社化。
2001年（平成13年）マルハペットフード株式会社をMBOにより独立
2002年（平成14年）トロール漁業事業、冷蔵事業を分社化。横浜ベイスターズの全持株を東京放送、ビーエス・アイ（現BS-TBS）へ譲渡。
2003年（平成15年）大阪魚市場株式会社と包括的業務提携を行う。
2004年（平成16年）3月1日株式交換により「青森罐詰株式会社」・「土谷食品株式会社」を完全子会社化。
2004年（平成16年）4月マルハグループを持株会社方式により再編。株式移転により株式会社マルハグループ本社を設立し、マルハそのものはマルハグループ本社の完全子会社となる。
2005年（平成17年）3月子会社パールエールを通じて保有していた塩水港精糖株式50.18%を、内24%を三菱商事に30億円弱で譲渡し、パールエース株式全部を塩水港精糖に売却し、製糖事業から撤退。
2007年（平成19年）6月13日『割戻金』などの名目で、下請け会社から下請代金を不当に減額したとして、公正取引委員会から、下請法違反の疑いで勧告を受ける。
2007年（平成19年）9月中部慶次郎元社長死去。
2007年（平成19年）10月ニチロとの経営統合・株式交換により、統合持株会社として、マルハグループ本社をマルハニチロホールディングスに商号変更。
2008年（平成20年）1月日本たばこ産業の子会社・ジェイティフーズの中国製冷凍ギョーザの食中毒問題を受け、自社で販売しているレトルト食品2品目を自主回収することを発表。
2008年（平成20年）4月グループ内の事業再編により、株式会社ニチロを株式会社マルハニチロ水産に商号変更、会社分割により水産業専業となる。
2009年（平成21年）3月創業者一族の中部謙副社長（中部謙吉の四男）がマルハニチロホールディングス副社長を退任し、中部一族の経営支配が終焉。
2014年（平成26年）4月グループ再編に伴い、マルハニチロ水産が、マルハニチロホールディングスを含むグループ5社を吸収合併し、マルハニチロ株式会社に商号変更。

## 歴代社長
1. 中部幾次郎
2. 中部兼市
3. 中部謙吉
4. 中部藤次郎
5. 天辰祐之郎
6. 中部慶次郎
7. 五十嵐勇二
8. 伊藤滋
9. 池見賢

## 主な商品
- ちくわ
- ソーセージ（リサーラなど）
- 缶詰シリーズ各種
  - パッ缶シリーズ
- レトルト食品シリーズ各種（牛丼、中華丼など）
  - 金のどんぶりシリーズ
  - ピクルスシリーズ
  - 組み合わせ米飯シリーズ
  - やわらかシリーズ
  - ぞうすいシリーズ
  - おかゆシリーズ
- ピュアシリーズ各種
- 冷凍食品シリーズ
- デザートシリーズ
  - 今日のくだものシリーズ

上記製品は現在、グループ会社のマルハニチロ食品を通じて販売している。旧マルハペットフードが行っていたペットフードについては、アイシアを参照のこと。

## テレビCM
- リサーラソーセージ[注 2]
- レンジで煮魚
- カップdeライス
- サラフレッシュ
- 牛丼・中華丼
- マルハのちくわ
- マルハのパッ缶

過去には小林亜星がCMソングを作曲した商品が多く見られた。

## かつての提供番組
- FNNスーパータイム（フジテレビ系列）
- 木曜洋画劇場（テレビ東京系列、1993年4月から）
- ウルトラシリーズ（TBS系列） - 毎日放送の製作分も同様。
- 鉄腕アトム（日本テレビ系列）
- 太陽の使者 鉄人28号（日本テレビ系列）
- あさりちゃん（テレビ朝日系列）
- キン肉マン（日本テレビ系列）
- ゲゲゲの鬼太郎（アニメ第3期）（フジテレビ系列）
- 悪魔くん（テレビ朝日系列）
- それいけ!アンパンマン（日本テレビ系列、初期頃まで。現在はフードリエが販売）
- 地獄先生ぬ〜べ〜（テレビ朝日系列）
- おねがいマイメロディ（テレビ大阪製作、テレビ東京系列）
- おとぎ銃士 赤ずきん (テレビ東京系列)

## 関係会社
系列の造船会社として、1916年創業の林兼造船が存在した。下関工場では、捕鯨船を含む大型漁船を多数建造、捕鯨、遠洋漁業の衰退後は、フェリー、特殊船を建造した。戦後、買収した長崎工場では、貨物船を主に建造していた。オイルショックとその後の造船不況、為替相場の円高などの影響を受け、1987年12月に解散した。一部事業は他社へ売却され存続している。
長崎県の民間放送局である長崎放送 (NBC)の15.50%の株を保有する筆頭株主（2006年3月31日現在）である。
創業家を同じくする親類企業として、大東通商（マルハグループ本社の筆頭株主。主に商社部門と石油関連部門を持つ）や林兼産業（兄弟会社。食肉加工業務を主力事業としており、“キリシマハム”ブランドでハム・ソーセージ類を製造販売している）等がある。
なお、大火災を起こした熊本県熊本市の大洋デパートや、愛知県知多郡南知多町でまるは食堂を展開する株式会社まるはとは無関係。

## 所有していた船舶

### 捕鯨船
- 日新丸、第一日新丸（綿城丸）、第二日新丸、第三日新丸 - 林兼商店時代から受け継がれてきた捕鯨母船の船名。

### 漁業工船
- 博愛丸 - 林兼商店の所有時に北洋漁業の蟹工船（水揚げ直後の蟹肉を船内で缶詰にする加工作業船）として活動。小林多喜二の小説「蟹工船」の舞台「博光丸」のモデルとされる。